# Euroscaptor klossi
Euroscaptor klossi är en däggdjursart som först beskrevs av Thomas 1929.  Euroscaptor klossi ingår i släktet Euroscaptor och familjen mullvadsdjur. Internationella naturvårdsunionen kategoriserar arten globalt som livskraftig. Inga underarter finns listade.
Detta mullvadsdjur förekommer i kuperade skogsområden i Sydostasien (Laos, södra Kina, södra Myanmar, Vietnam, Malackahalvön). Arten vistas ofta nära vattendrag.